# Vésigneul-sur-Marne
Vésigneul-sur-Marne – miejscowość i gmina we Francji, w regionie Grand Est, w departamencie Marna.
Według danych na rok 1990 gminę zamieszkiwało 176 osób, a gęstość zaludnienia wynosiła 22 osób/km².